# Cardepia dardistana
Cardepia dardistana är en fjärilsart som beskrevs av Charles Boursin 1968. Cardepia dardistana ingår i släktet Cardepia och familjen nattflyn. Inga underarter finns listade i Catalogue of Life.